# Saponaria glutinosa
Saponaria glutinosa là loài thực vật có hoa thuộc họ Cẩm chướng. Loài này được M.Bieb. miêu tả khoa học đầu tiên năm 1808.